# Elecciones de Diputados en la quinta circunscripción de México en 2024
Las elecciones a la Cámara de Diputados de la quinta circunscripción de México en 2024 son parte de las elecciones que se celebraron en México el 2 de junio de 2024 en las que se renovaron todos los cargos federales de elección popular: presidencia de la República, senadurías y diputaciones federales; así como diversos cargos de carácter local: gubernaturas, congresos locales y presidencias municipales o alcaldías.
En este proceso se elegirán las 500 diputaciones federales de la cámara baja del Congreso de la Unión, a iniciar su mandato el 1 de agosto de 2024; 
- Elegidos en los 300 distritos federales, por mayoría simple y
- Nombrados por los partidos mediante el principio de representación proporcional a partir de las listas (plurinominales o "pluris") de cada partido, 40 en cada una de las cinco circunscripciones para un total de 200.

Todos los puestos son elegidos para un periodo de tres años con posibilidad de reelección por hasta tres periodos consecutivos adicionales. Ningún partido podrá tener más de 300 diputaciones en la cámara baja. El INE declaró formalmente iniciado el proceso el 7 de septiembre de 2023.
El INE ha implementado iniciativas inéditas, tales como permitir el sufragio a personas en prisión preventiva, habilitar el voto anticipado y expandir el voto de ciudadanos mexicanos residentes en el extranjero a través de tres diferentes modalidades.
|  |  |  |  |  |  |  |  |  |  |  |

- 24,841,122 hab.
- 59 distritos en 4 estados:
  -  Colima 2 distritos
  -  Estado de México 40 distritos
  -  Michoacán 12 distritos
  -  Querétaro 6 distritos

## Resultados generales
|  | 0 % |

|  | 0 % |

|  | 0 % |

|  | 0 % |

|  | 0 % |

|  | 0 % |

|  | 0 % |

|  | 0 % |

|  | 0 % |

| <div style="background-color:#FF8C00; width: Expresión errónea: operador / inesperadopx; height: 12px;"> | % |

## Colima
| Distrito | Nombre                | Partido | Distrito | Nombre                       | Partido |
| -------- | --------------------- | ------- | -------- | ---------------------------- | ------- |
| 1        | Leoncio Morán Sánchez |         | 2        | Gricelda Valencia de la Mora |         |

## Estado de México
| Distrito | Nombre                            | Partido |
| -------- | --------------------------------- | ------- |
| 1        | María Luisa Mendoza Mondragón     |         |
| 2        | Dionicia Vázquez García           |         |
| 3        | Diana Castillo Gabino             |         |
| 4        | Melva Carrasco Godínez            |         |
| 5        | Patricia Galindo Alarcón          |         |
| 6        | Julieta Villapando Riquelme       |         |
| 7        | Xóchitl Zagal Ramírez             |         |
| 8        | Anay Beltrán Reyes                |         |
| 9        | Iván Marín Rangel                 |         |
| 10       | Fernando Vilchis Contreras        |         |
| 11       | Xóchitl Arzola Vargas             |         |
| 12       | Armando Corona Arvizu             |         |
| 13       | Alma Monserrat Córdoba Navarrete  |         |
| 14       | Claudia Leticia Garcías Alcantára |         |
| 15       | Josefina Anaya Martínez           |         |
| 16       | Emilio Manzanilla Téllez          |         |
| 17       | Juan Hugo de la Rosa García       |         |
| 18       | Claudia Sánchez Juárez            |         |
| 19       | Gabriela Valdepeñas González      |         |
| 20       | Montserrat Ruiz Páez              |         |

| Distrito | Nombre                            | Partido | Distrito | Nombre                         | Partido |
| -------- | --------------------------------- | ------- | -------- | ------------------------------ | ------- |
| 21       | Iván Millán Contreras             |         | 31       | Juan Ángel Bautista Bravo      |         |
| 22       | Martha Moya Bastón                |         | 32       | Luis Enrique Martínez Ventura  |         |
| 23       | Luis Alberto Carballo Gutiérrez   |         | 33       | Anaís Miriam Burgos Hernández  |         |
| 24       | José Luis Durán Reveles           |         | 34       | Mónica Angélica Álvarez Nemer  |         |
| 25       | Leide Avilés Domínguez            |         | 35       | Arturo Roberto Hernández Tapia |         |
| 26       | Luis Miranda Barrera              |         | 36       | Juan Carlos Varela Domínguez   |         |
| 27       | Wblester Santiago Pineda          |         | 37       | Pedro Zenteno Santaella        |         |
| 28       | Roberto Ángel Domínguez Rodríguez |         | 38       | Jesús Martín Cuanalo Araujo    |         |
| 29       | Gerardo Ulloa Pérez               |         | 39       | José Luis Montalvo Luna        |         |
| 30       | César Agustín Hernández Pérez     |         | 40       | Azucena Huerta Romero          |         |

## Michoacán
| Distrito | Nombre                            | Partido | Distrito | Nombre                    | Partido |
| -------- | --------------------------------- | ------- | -------- | ------------------------- | ------- |
| 1        | Leonel Godoy Rangel               |         | 7        | Marcela Velázquez Vázquez |         |
| 2        | José Luis Cruz Lucatero           |         | 8        | Ernesto Núñez Aguilar     |         |
| 3        | Mary Carmen Bernal Martínez       |         | 9        | Guadalupe Mendoza Arias   |         |
| 4        | Rosa Guadalupe Ortega Tiburcio    |         | 10       | David Cortés Mendoza      |         |
| 5        | Delhi Miroslava Shember Domínguez |         | 11       | Vanessa López Carrillo    |         |
| 6        | José Luis Téllez Marín            |         |          |                           |         |

## Querétaro
| Distrito | Nombre                          | Partido |
| -------- | ------------------------------- | ------- |
| 1        | Gilberto Herrera Ruiz           |         |
| 2        | Ricardo Astudillo Suárez        |         |
| 3        | Lorena García Jimeno Alcocer    |         |
| 4        | Roberto Sosa Pichardo           |         |
| 5        | Mario Calzada Mercado           |         |
| 6        | Luis Humberto Fernández Fuentes |         |

## Diputados por representación proporcional
| Circunscripción           | Diputado                        | Partido |
| ------------------------- | ------------------------------- | ------- |
| Quinta                    | Tania Palacios Kuri             |         |
| Quinta                    | José Manuel Hinojosa Pérez      |         |
| Quinta                    | Teresa Ginez Serrano            |         |
| Quinta (Michoacán)        | Germán Martínez Cázares         |         |
| Quinta (Estado de México) | Ana María Balderas Trejo        |         |
| Quinta (Michoacán)        | Armando Tejeda Cid              |         |
| Quinta                    | Julia Licet Jiménez Angulo      |         |
| Quinta                    | Samuel Palma César              |         |
| Quinta                    | Leticia Barrera Maldonado       |         |
| Quinta                    | Hugo Eduardo Gutiérrez Arroyo   |         |
| Quinta                    | Abigaíl Arredondo Ramos         |         |
| Quinta                    | Emilio Suárez Licona            |         |
| Quinta                    | Ivonne Ruiz Moreno              |         |
| Quinta                    | Ofelia Socorro Jasso Nieto      |         |
| Quinta                    | María Isidra de la Luz Rivas    |         |
| Quinta                    | Javier Vázquez Calixto          |         |
| Quinta (Colima)           | Gabriela Benavides Cobos        |         |
| Quinta (Estado de México) | Eruviel Ávila Villegas          |         |
| Quinta                    | Liliana Carbajal Méndez         |         |
| Quinta                    | Héctor Pedroza Jiménez          |         |
| Quinta                    | Gildardo Pérez Gabino           |         |
| Quinta (Querétaro)        | Laura Ballesteros Mancilla      |         |
| Quinta                    | Juan Ignacio Samperio Montaño   |         |
| Quinta                    | Laura Hernández García          |         |
| Quinta                    | Juan Armando Ruiz Hernández     |         |
| Quinta                    | Catalina Díaz Vilchis           |         |
| Quinta                    | Fernando Mendoza Arce           |         |
| Quinta                    | María Damaris Silva Santiago    |         |
| Quinta                    | Alfonso Ramírez Cuéllar         |         |
| Quinta                    | Diana Isela López Orozco        |         |
| Quinta                    | Víctor Hugo Lobo Román          |         |
| Quinta                    | Roselia Suárez Montes de Oca    |         |
| Quinta                    | Manuel Espino Barrientos        |         |
| Quinta                    | Mónica Miriam Granillo Velazco  |         |
| Quinta                    | Francisco Javier Cabides Uranga |         |
| Quinta                    | Mariana Benítez Tiburcio        |         |
| Quinta (Colima)           | Vidal Llerenas Morales          |         |
| Quinta                    | Rosalinda Savala Díaz           |         |
| Quinta                    | Sergio Gutiérrez Luna           |         |
| Quinta                    | Rufina Benítez Estrada          |         |